# Travys

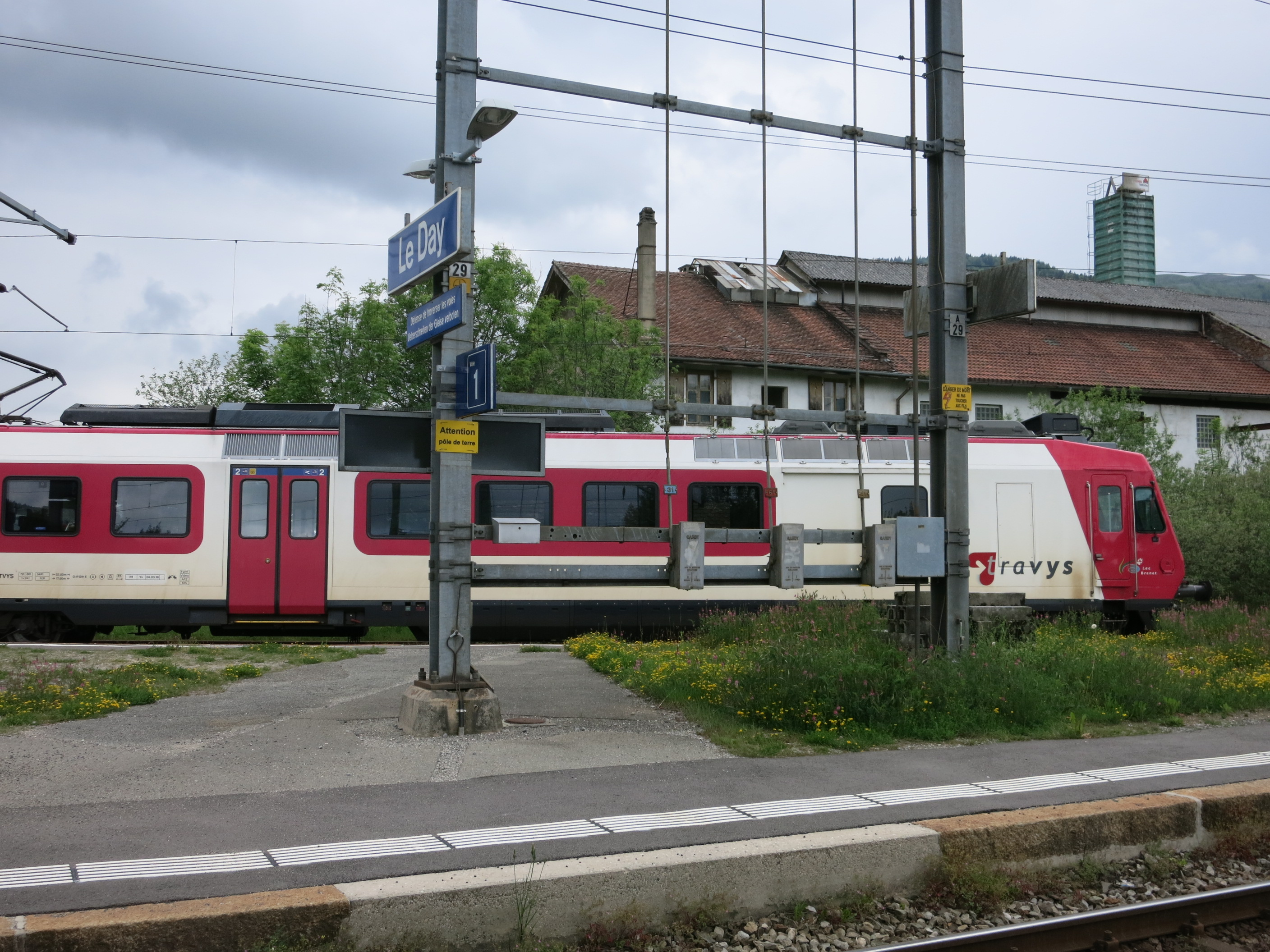
Travys Zug am Bahnhof Le Day

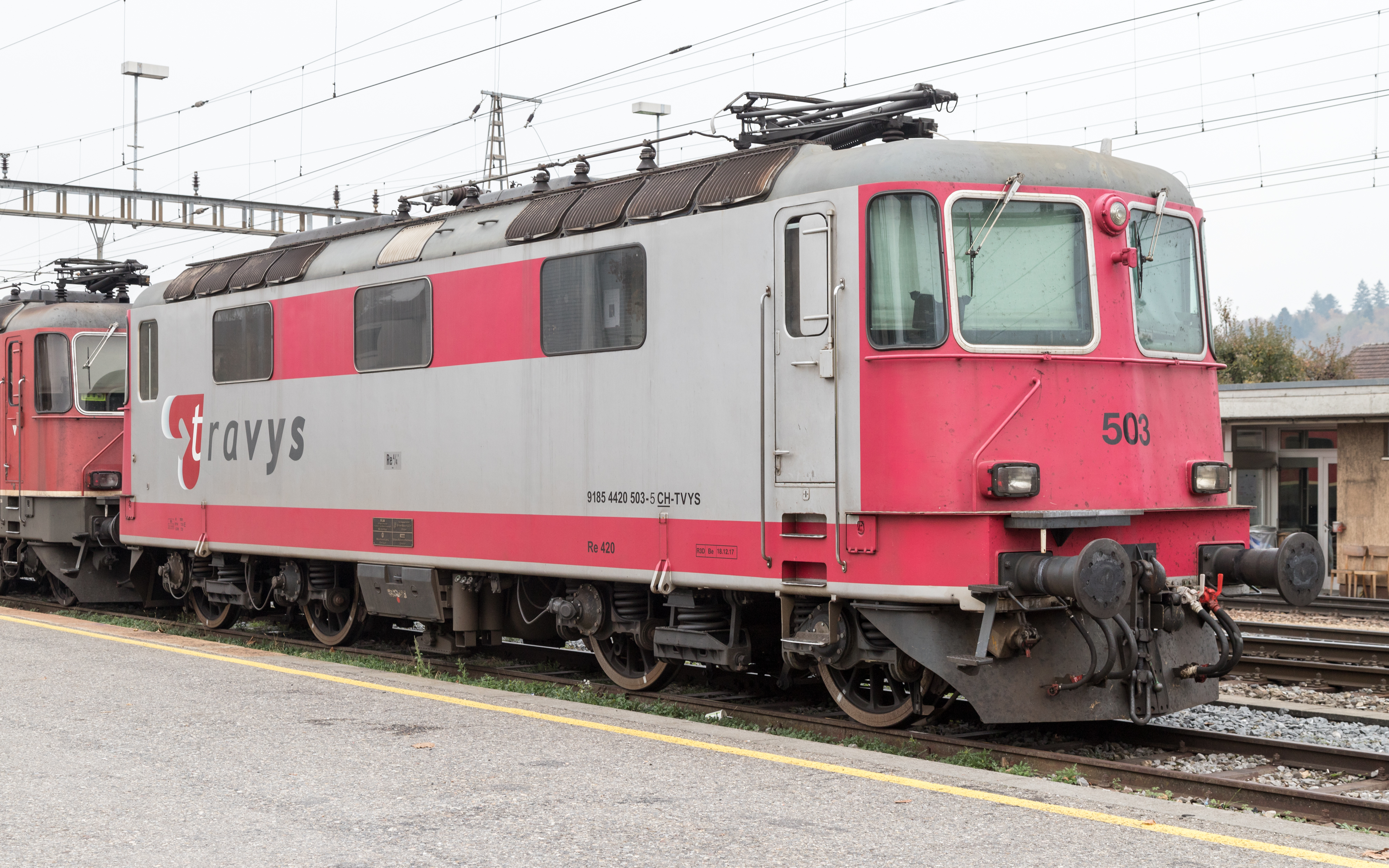
Travys Re 420 Nr. 503 in Aarberg BE

Travys, französisch und manchmal auch deutsch TRAVYS,  Kurzwort für Transports Vallée de Joux–Yverdon-les-Bains–Ste-Croix, ist ein öffentliches Verkehrsunternehmen, das in der Region Yverdon im Norden des Kantons Waadt in der französischen Schweiz mehrere Eisenbahn- und Buslinien betreibt. Es entstand am 1. Januar 2001 durch die Fusion folgender Unternehmen:
- Chemin de fer Yverdon–Ste-Croix (YSteC), mit der Bahnstrecke Yverdon–Ste-Croix
- Chemin de fer Pont–Brassus (PBr), mit der Bahnstrecke (Vallorbe–)Pont–Brassus
- Transports publics Yverdon-Grandson et environs (TPYG)

Per 1. Juni 2003 übernahmen die Travys auch die Geschäftsführung der Orbe–Chavornay-Bahn (OC) Eigentümer der Bahnstrecke Orbe–Chavornay und später deren Aktien von den Usines de l’Orbe (Orbe-Kraftwerke). 2008 wurde die OC durch Fusion vollständig in die Travys integriert und aufgelöst.
Die Eisenbahngesellschaften YSteC und PBr sowie der Busbetrieb TPYG arbeiteten zuvor schon während einigen Jahrzehnten eng zusammen. Seit 1954 bestand eine Kooperation zwischen YSteC und TPYG; seit 1981 hatte die PBr eine gemeinsame Direktion mit der YSteC.

## Bahnstreckennetz
Das Unternehmen besitzt und betreibt die folgende Bahnstrecken:
- die normalspurige Eisenbahn zwischen Le Pont und Le Brassus (Betriebsführung durch die SBB)
- die Schmalspurbahn zwischen Yverdon und Ste-Croix (R12)
- die normalspurige Chemin de fer Orbe–Chavornay (OC) zwischen Orbe und Chavornay (R11)

## Buslinien
Das Unternehmen betreibt die folgende Buslinien:
| Linie | Strecke                                                               | Haltestellen | Fahrzeit in Minuten |
| ----- | --------------------------------------------------------------------- | ------------ | ------------------- |
| 211   | Orbe gare – Chavornay gare                                            | 4            | 9                   |
| 601   | Yverdon-les-Bains gare – Yverdon-les-Bains Gymnase d'Yverdon          | 7/8          | 7/8                 |
| 602   | Yverdon-les-Bains Chemin de la Chèvre – Montagny-près-Yverdon village | 20           | 26/24               |
| 603   | Yverdon-les-Bains Blancherie – Yverdon-les-Bains Bellevue             | 22/14        | 21/19               |
| 604   | Yverdon-les-Bains Maison Blanche – Yverdon-les-Bains Les Moulins      | 17           | 21/19               |
| 605   | Yverdon-les-Bains Prés-du-Lac – Yverdon-les-Bains Y-Parc/Découvertes  | 15/18        | 19/21               |
| 611   | Yverdon-les-Bains gare – Champvent Le Battoir                         | 15           | 23/24               |
| 613   | Yverdon-les-Bains gare – Vallorbe grotte                              | 30/32        |                     |
| 615   | Mauborget – Sainte-Croix L'Auberson                                   | 32/30        |                     |
| 685   | Orbe gare – Vallorbe gare                                             | 26           | 42/40               |
| 686   | Orbe gare – Baulmes gare                                              | 12           | 25/24               |
| 691   | Orbe gare – Orbe Plamont                                              | 14           | 11                  |
| 692   | Orbe gare – Orbe Taborneires                                          | 6/7          | 7/8                 |
| 693   | Orbe gare – Orbe Les Granges                                          | 8/6          | 8/7                 |

## Fahrzeuge
Die Fahrzeuge der Bahnstrecken sind in den jeweiligen Hauptartikel der Bahnstrecken gelistet.